# Ahmed El-Gindy
Ahmed Said El-Gindy (arab. ‏احمد سيد الجندي‎; ur. 21 stycznia 1959) – egipski bokser.
Reprezentował Egipt na Letnich Igrzyskach Olimpijskich 1984 w boksie, zajął 17. pozycję w wadze średniej.